# Прковци
Прковци су насељено место у саставу општине Иванково у Вуковарско-сремској жупанији, Република Хрватска.

## Историја
До територијалне реорганизације у Хрватској, налазили су се у саставу старе општине Винковци.

## Становништво
На попису становништва 2011. године, Прковци су имали 549 становника.

## Попис1991.
На попису становништва 1991. године, насељено место Прковци је имало 579 становника, следећег националног састава:
| Попис 1991.‍ | Попис 1991.‍ | Попис 1991.‍ | Попис 1991.‍ | Попис 1991.‍ |
| ----------- | ----------- | ----------- | ----------- | ----------- |
|             |             |             |             |             |
| Хрвати      | Хрвати      |             | 567         | 97,92%      |
| Југословени | Југословени |             | 2           | 0,34%       |
| Македонци   | Македонци   |             | 1           | 0,17%       |
| Русини      | Русини      |             | 1           | 0,17%       |
| остали      | остали      |             | 1           | 0,17%       |
| непознато   | непознато   |             | 7           | 1,20%       |
| укупно: 579 |             |             |             |             |